# Alden (The Walking Dead)
Alden es un personaje de ficción de AMC horror, drama The Walking Dead, que apareció por primera vez en la octava temporada como un personaje recurrente. Se le describe como un veinteañero de cuello azul quien anteriormente era miembro del grupo de villanos llamados "Los Salvadores", Alden es descrito por ser un hombre trabajador y sarcástico.

## Historia

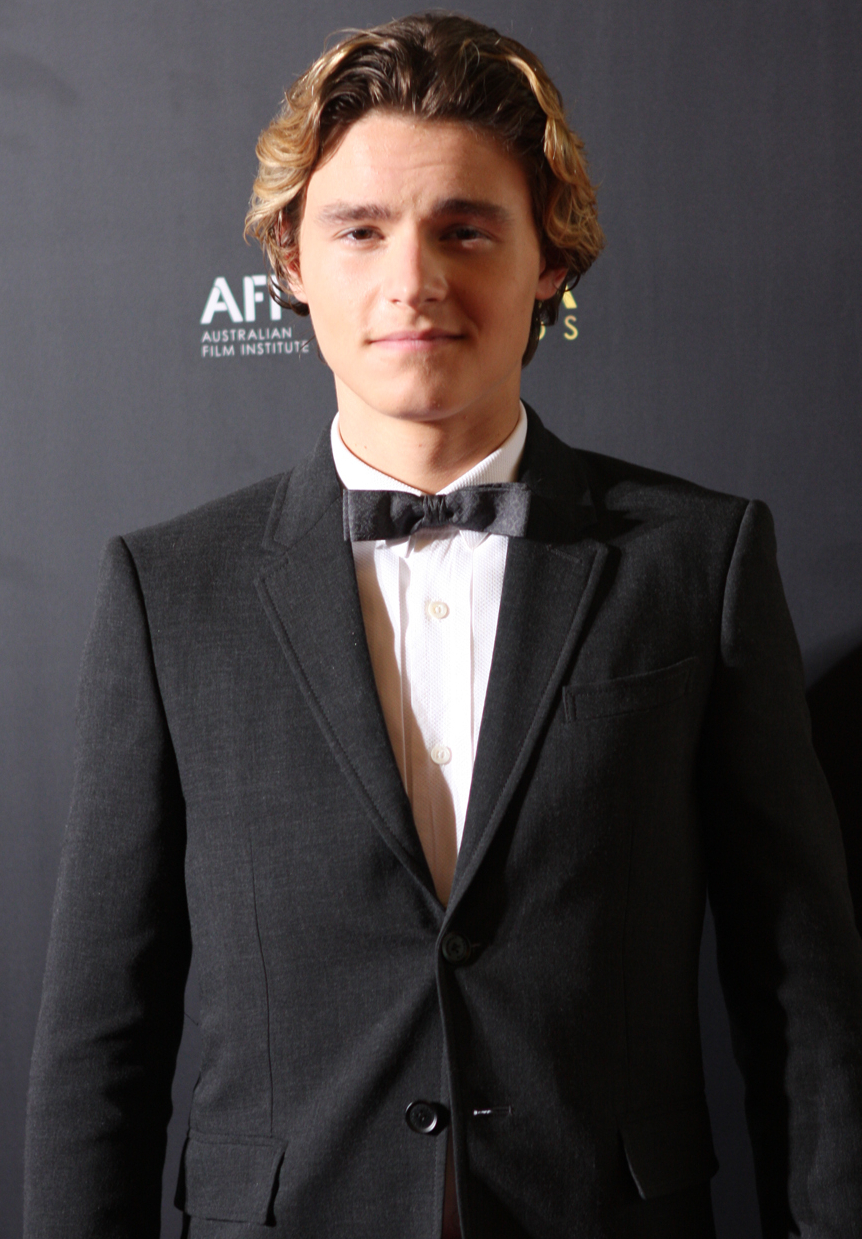
El actor Callan McAuliffe fue elegido para interpretar a Alden.

### Temporada 8
En "The Damned", durante la guerra contra los salvadores, Alden es uno de los salvadores que intentan huir del puesto de avanzada del satélite, a sabiendas de que iba a morir si no se rendía, el hombre entregó su arma y le avisó a sus compañeros sobrevivientes del ataque que estaban rodeados.
Él está encadenado con otros salvadores en  "Monsters" y está siendo transportado a la colonia Hilltop. En su camino se produjo un ataque caminante. Sus compañeros salvadores que están encadenados con él atienden a huir en el pánico, pero él se niega y les recuerda que la milicia tiene armas a mano que no tienen.
Después de haber sido llevado con éxito a Hilltop en "The King, the Widow and Rick", le pregunta a Jesús qué están construyendo los colonos de Hilltop en su interior, en lo que instantes descubre que era una celda para el y sus compañeros. Luego es encarcelado con los otros salvadores y Gregory. Luego detiene a Jared, un salvador que ha tratado de huir varias veces antes de escapar, porque no quiere ningún problema.
En "How It's Gotta Be", le ruega a Maggie que ella le perdonara a Dean, un compañero de prisión. Poco después, Alden, con horror, los testigos Maggie ejecutan a Dean a sangre fría. En "Dead or Alive Or", sugiere un acuerdo a Maggie para que se permita que los prisioneros salgan supervisados alternativamente por un corto período de tiempo. Al principio ella se niega, pero finalmente acepta.
En "Do Not Send Us Astray", Maggie amenaza con matar a todos los prisioneros si Simon, el líder de facto de los salvadores, no detiene a un atacar a Hilltop. Sin embargo, Simón comienza el ataque sin pensar en el bienestar de los prisioneros. Alden le pregunta si puede ayudar, pero Maggie lo envía de vuelta a los demás dentro. Después de la batalla, Alden entierra los cadáveres de los Salvadores caídos, afirmando que ya no piensa en ellos como su gente. En la noche siguiente, Henry llega a la prisión y amenaza con matar a todos los prisioneros si el asesino de su hermano no se presenta. Alden trata de disuadir a Henry y revela que también tuvo un hermano que fue asesinado, explicando a través de sus propias experiencias que la venganza no lo ayudará. Mientras hablan, un prisionero herido reanima y mata a otros dos, lo que hace que Henry abra la puerta. En el pánico, Jared es capaz de dominar a Henry y se escapa con algunos de los prisioneros. Sin embargo, Alden y otros prisioneros se quedan y tratan de cerrar la puerta principal contra un rebaño de caminantes tirados por el fuego. Alden luego salva a Siddiq de un caminante, matándolo con una pala. Maggie y otros llegan y sostienen a Alden a punta de pistola, preguntándole qué pasó. Alden explica que él y los otros prisioneros restantes no saben dónde fueron los fugitivos, pero que se quedarán y ayudarán a pesar de que ya no tienen ningún valor estratégico para la Milicia. Maggie parece aceptar la explicación de Alden. Tras el ataque, Alden y los otros prisioneros salvadores anteriores son liberados, aunque no son de plena confianza y no se les permite unirse a la Milicia.
En "Still Gotta Mean Something", Rick se acerca a Alden por cualquier cosa que sepa sobre dónde pudieron haber ido los prisioneros que escaparon. Alden sugiere un viejo bar de buceo ubicado entre Hilltop y el Santuario que Alden una vez buscó en busca de los Saviors como un potencial puesto de avanzada. Alden le pide a Rick que solo mate a quien él necesita matar y que le dé a los otros Salvadores, a quienes Alden cree que solo tienen miedo, la oportunidad de unirse a ellos como lo hizo el grupo de Alden. Cuando Rick regresa con Morgan, Alden está sentado junto al fuego con Dianne y se da cuenta de que Rick mató a todos los Salvadores a pesar de la petición de Alden.
En "Wrath," Alden encabezó a sus compañeros a desviar la horda de caminantes que merodeaba los alrededores de Hilltop producto del reciente ataque en la comunidad, una oferta que es aceptada. Después de que regresa el y sus compañeros, Alden es abordado brevemente por Morgan Jones, quien desconocía su misión. Durante la evacuación de Hilltop, Alden elige quedarse con Tara para enfrentar a los salvadores atacantes con Tara junto a los otros desertores, dejando claro que incluso si Tara no está con ellos, ellos están con ella. Tara acepta armar a los desertores, pero Aaron aparece con las mujeres de Oceanside eliminando a varios atacantes salvadores antes de que puedan estallar una batalla. Una vez que termina la guerra, Alden se acerca a Maggie para pedirle que permanezca en Hilltop a pesar de que los otros desertores salvadores regresan al Santuario. Después de haber leído el libro de Georgie Una llave para el futuro, Alden sugiere que puede usar sus talentos para hacer que el libro sea una realidad y nunca se ha sentido realmente como en casa en el Santuario. Después de una breve contemplación, Maggie acepta permitir que Alden se una a la colonia Hilltop.

### Temporada 9
En "A New Beginning," Alden viaja con el grupo al Museo para recoger suministros y habla con Ken y Marco en el camino de regreso. Después de la repentina muerte de Ken, Alden canta en su funeral. Cuando Maggie decide colgar a Gregory por intentar conspirar contra ella, Alden observa incómodo junto con los demás.
En "The Bridge", Alden acude a Rick para advertirle que los salvadores se van a volver contra él si continúa como está, incluso comparando las acciones de Rick con las de Negan. En "Warning Signs" Alden está presente cuando los salvadores están causando un alboroto y se enfrenta directamente a Jed cuando trata de calmar la situación.
Alden se menciona en "Stradivarius" donde se revela que está vivo y uno de los capataces de la construcción de Hilltop seis años después de la aparente muerte de Rick Grimes. En "Evolution", donde se le muestra trabajando como herrero junto a Earl. En "Adaptation", Alden y Luke se van a buscar a Daryl y compañía debido a que tardan mucho en volver, por el camino ambos hablan sobre lo que les gusta, ellos dejan de hablar cuando ven una flecha en un árbol. Luke baja del caballo y saca la flecha del árbol pero un caminante le ataca, afortunadamente Alden salva a Luke de una muerte segura, matando al caminante. Un rato más tarde ambos caminan por el bosque y son rodeados por unos caminantes quienes en realidad son susurradores, gente que se disfraza de caminantes), la líder Alpha les lanza una flecha al suelo y posteriormente les apunta con una escopeta y les dice "Aquí acaba el sendero", dando fin al episodio.
En "Bounty" Alpha llega a Hilltop y les ofrece un intercambio, Alden y Luke por su hija. Alpha ordena dejar a un bebé a merced de los caminantes, debido a que atrae a los caminantes, Alden le dice que no puede hacer eso y Alpha le dice que para vivir con los muertos hay que estar callados como ellos. Henry se lleva a Lydia pero afortunadamente, Lydia regresa voluntariamente porque si no Alpha los matará. El intercambio se realiza con éxito y Alden se abraza a Enid, ella le dice que "Nunca le dejará salir más" y el le responde "Que eso no pasara", por la noche Alden y Enid duermen juntos en su habitación.
En "The Calm Before", Alden va a la feria de las comunidades y participa en los eventos de la feria. Alden está paseando con Enid y con Luke y este último le dice que cante con él en el escenario. Alden le dice a Enid que como pudo convencerle de cantar esa canción. Unas horas después, mientras canta Alden busca a Enid entre el público y no la encuentra por lo que Alden se preocupa. Al día siguiente, Daryl, Michonne, Carol, Yumiko y Siddiq llegan a la feria y este último da un discurso y les comunica que los desaparecidos han sido asesinados por Alpha la líder de los susurradores, Alden se pone triste por Enid y por las demás víctimas.
Alden es mencionado en "Chokepoint" por Tara, quien dice que tiene que despejar las carreteras para que el convoy de Alden pase sin peligro alguno. En "The Storm", han pasado varios meses desde que Alpha marcó la frontera de las comunidades. Alden acude al reino para escoltar a los supervivientes y llevarlos a Hilltop. Por el camino ven a unos caminantes y Alden le pregunta a Lydia si esos caminantes son de su antiguo grupo, Alden hecha la culpa a Lydia de lo sucedido en el episodio anterior y Daryl le dice a Alden que la deje en paz. Debido a la fuerte tormenta de nieve Alden y el grupo se refugian en el santuario, una vez allí Alden escucha el plan para volver a Hilltop y ese plan incluye cruzar las tierras de Alpha. Alden y el resto entran en el territorio de los susurradores y se encuentran con un lago helado, Alden y Aaron ayudan a cruzar a la gente, de pronto se acercan caminantes hacia ellos y Alden le pregunta a Michonne si son los susurradores a lo que esta le responde que no. Al día siguiente el grupo llega a Hilltop y Alden les abre las puertas de la comunidad y les ayuda a establecerse.

### Temporada 10
En "(Lines We Cross)," Alden se encuentra en Oceanside entrenando con el resto del grupo de supervivientes.Más tarde a consecuencia de que Judith y R.J encuentran una máscara de susurrador en Oceanside Alden va a caballo junto con Michonne, Aaron, Magna, Yumiko y Luke para inspeccionar los alrededores de la comunidad, el grupo decide separarse para encontrar más pistas, Alden va con Luke y al rato los 2 acuden a la llamada de Yumiko quien junto con Magna ha encontrado unos campistas muertos y todo apunta a que son susurradores, el grupo vuelve a Oceanside e informa de lo ocurrido al resto. Casi al final del día un satélite cae justo en el bosque que está al lado de Oceanside, Alden y el resto de supervivientes van a apagar el fuego, Alden y Earl están intentando apagar el fuego y Earl le dice a Alden que va a ser una noche larga, debido al ruido y al alboroto que se ha formado tras el satélite acuden caminantes al lugar del impacto, Alden ayuda a acabar con ellos y al final entre todos consiguen apagar el fuego y matar a todos los caminantes.
En "Silence the Whisperers", Alden es alertado cuando escucha como un árbol cae en Hilltop provocando 9 heridos y la destrucción de una parte del muro de Hilltop. El grupo debate si creen que los susurradores son los responsables, Alden cree que si son ellos ya que previamente los susurradores traspasaron la frontera de las comunidades para cazar. Luego ayuda a los heridos atrapados en los escombros. A la noche siguiente debido a que una parte del muro está destruido, los caminantes entran en la comunidad, Alden y los otros residentes matan a los caminantes entrantes con la ayuda del convoy de Alexandria que llega en el último momento. A la mañana siguiente Michonne informa a los residentes de Hilltop que se va a ir a Oceanside debido a que ha recibido una llamada de auxilio ante la posible presencia de los susurradores, Alden ayuda a cargar los suministros en el carro para los supervivientes que se van a Oceanside y observa como se van de la comunidad.
En "What It Always Is", Alden ayuda a toda la comunidad tras el reciente ataque e informa a Yumiko que Eugene a ideado un plan para salvar el árbol caído y usarlo para arreglar el muro. Luego le sugiere que deberían de construir sus defensas pero ella le dice que todavía no. Más tarde, Alden consuela a una Yumiko preocupada, le dice que deje de estarlo y que tenga seguridad en el grupo que está en el bosque buscando a Kelly. Cuando ella se va, Earl se acerca y le dice a Alden que los susurradores volverán, Alden afirma que no ha olvidado lo que han perdido por culpa de los Susurradores.
En "Morning Star", Alden esta montando las catapultas junto a Earl en las murallas de Hilltop, Alden observa a lo lejos que se acercan miembros de Alexandria a Hilltop, al no verlo bien Alden coge unos prismáticos y ve a una desconocida, Alden le da los prismáticos a Earl por si sabe quien es ella, Earl le dice que no sabe quién es, Alden dice que si Alexandria la habra rescatado para llevarla a Hilltop y que no pasa nada porque ya lo han hecho antes, pero Earl le dice que Alexandria ya no coge a gente nueva. se acerca una Susurradora a la comunidad y se revela que es Mary (Gamma) quien intenta ver a Alex y es detenida por Alden, reprendiéndola por su papel percibido en la decapitación de Enid y otros de la feria, ella desertó de las filas de los Susurradores y que quiere ayudarlos, ella revela ser la tía de Adam, el hijo adoptivo de Earl, quien no desea que vea a su hijo porque lo abandonaron para que muera, Earl se va furioso pero Alden lo intenta calmar. Cuando Daryl llega con Lydia esta última advierte que su madre ya se avecina con la horda, durante un debate algunos miembros de la comunidad desean huir a Oceaneside y otros desean pelear por su hogar. Alden está en la batalla en primera fila, ellos van matando a los caminantes que se acercan, los Susurradores tiran sabia de árbol que es inflamable y empiezan a disparar flechas incendiarias justo donde han tirado la sabia, Alden y el resto se dan cuenta, los caminantes tienen la delantera y los Susurradores les disparan con las flechas, Alden y el resto van a meterse en Hilltop pero los Susurradores vuelven a tirar la sabia pero esta vez a la puertas de Hilltop y después al disparar las flechas se prende fuego dejando a Alden y al resto de guerreros afuera atrapados entre el fuego y la horda.
En "Walk with Us", Alden, huye con Kelly, Mary y Adam Sutton después del intento fallido de defender Hilltop. Mary quiere unirse a ellos y Alden la acepta a regañadientes, Alden rechaza enojado su ayuda con Adam a pesar de sus propios problemas para calmar al bebé. Mary finalmente logra que Alden acepte su consejo y ayuda, toma al bebé y lo calma con éxito. Al ver el obvio afecto de Mary por Adam, Alden finalmente suaviza su actitud hacia ella y le pregunta por su hermana, la madre de Adam. Cuando llega una manada, Mary lleva a Alden, Kelly y Adam a una camioneta abandonada, pero se niega a unirse a ellos, en lugar de eso lleva a los caminantes, donde Mary es brutalmente asesinada por Beta, quien permite que ella se reanime, pero es abatida repentinamente por Alden con una flecha en la cabeza este suceso obliga a Beta a tomar la retirada.
En "The Tower" Alden y Aaron vigilan a Beta desde arriba. Alden se comunica con Aaron a través de señas. Beta casi ve a Alden, pero consigue esconderse rápidamente. Desde la distancia, Alden y Aaron espían a la horda y transmiten por radio sus observaciones a Gabriel, señalando que se dirigen hacia Oceanside como se esperaba, Aaron le dice que continuarán siguiendo a la horda y notificándoles si algo cambia. Al sombrear a la horda, Alden y Aaron notan que cambian de dirección, así que intentan llamarlo. Al no recibir una señal, deciden retirarse, pero antes de que puedan hacerlo, son rodeados por un grupo de Susurradores, uno de los cuales los sostiene a punta de pistola.
En "A Certain Doom" Alden y Aaron se defienden de los susurradores y se abren paso, Aarón golpea a uno de los últimos susurradores que quedan con vida, al igual que Alden, que apuñala a un susurrador que iba a atacarlo, en ese momento Aaron llega junto a Alden, segundos después de esto ambos se quedan sorprendidos porque se les aparece un hombre enmascarado con dos cuchillos grandes. Después de esto aunque Off-Screen, Alden y Aaron descubren que ese hombre es parte del nuevo grupo de Maggie, Alden y Aaron le explican a Maggia y al resto que los suyos están en un hospital abandonado y necesitan ayuda, pues Beta lleva a la horda de caminantes hacia allí. Unas horas después Alden y el resto llegan al hospital y ayudan a sus amigos a acabar con los susurradores y caminantes restantes. Una vez la guerra contra los susurradores ha terminado, Alden está hablando con Maggie y otros en el bosque y es testigo del reencuentro entre Maggie, Judith y Gracie.

### Temporada 11
En "Acheron: Part I" Alden va con el resto del grupo a una base militar abandonada. Alden se queda arriba junto a Daryl y otros supervivientes para subir más tarde a Carol, Rosita, Maggie y otros supervivientes que han bajado a buscar provisiones. Cuando ya han conseguido las provisiones, Alden y Daryl se disponen a subir a los supervivientes al piso de arriba, mientras Alden y Daryl los esta subiendo, la cuerda empieza a romperse, Daryl logra cogerla antes de que sea tarde, pero una gota de sangre de Daryl cae en el ojo de un caminante haciendo que despierte, eso provoca que el resto de caminantes también despierten y empiecen a atacar a Maggie y compañía, Alden y Daryl les ayudan lanzando flechas desde arriba abriendo paso a los supervivientes que hay abajo. Los van subiendo uno a uno y logran sacarlos a todos con vida. Alden y el grupo llegan a Alexandria con las provisiones, pero descubren que solo tienen para 1 semana, Maggie propone un lugar llamado Meridian en el cual hay provisiones, pero en el hay unas personas que previamente atacaron a Maggie y su nuevo grupo, estas personas se quedaron con el lugar y Maggie propone recuperarlo, les advierte que esa gente solo sale de noche y que son muy peligrosos, Maggie dice que quien se presta voluntario a ir, Daryl y Gabriel se ofrecen mientras que Rosita y Aaron rechazan ir, aunque no se ve Alden también se ofrece a ir con ellos, Maggie le dice a Negan que se tiene que ir con ellos porque él conoce la zona. Horas después de salir de Alexandria se forma una tormenta muy fuerte, Negan propone refugiarse pero Maggie no quiere, Alden da la razón a Negan y le dice que tienen que esconderse, el grupo ve una estación de metro abandonada y se meten en ella. Negan les dice que es mejor quedarse en la entrada y esperar a que termine la tormenta, Maggie no acepta y les dice que si se meten dentro del túnel de metro atajaran, el grupo se adentra en el túnel y al rato empieza a temblar, Alden se acerca a la tubería y les dice que es el aire de la tormenta, que no se preocupen. Negan dice que es dios que les está diciendo que tienen que volver atrás, pero nadie le hace caso. Más adelante Alden y el resto descubren cientos de caminantes metidos en bolsas, Negan no se fía de eso y les vuelve a decir de volver atrás, Maggie le dice que tienen que cruzarlo y acabar con los montones de caminantes metidos en las bolsas. Alden le dice a Maggie que se espere, pero ella no le hace caso y sigue hacia delante. Alden y el resto están matando a los caminantes, cuando de pronto sale un caminante muy grande de la bolsa y ataca a Gage, Negan lo salva y Alden es testigo de ello, al igual que el resto del grupo. Negan confronta a Maggie porque no hace caso a nadie y no le importa nadie, Alden quien está detrás de Negan, le dice que puede amordazarle, Negan le vacila y le dice que tendrá que ponerse de puntillas para hacerlo, Daryl les llama la atención a Alden y Negan para que se callen y no se peleen. Alden es testigo del resto de la confrontación e intenta que Negan no separe al grupo, puesto que Gage le da la razón y quiere volver con Negan a la superficie, segundos después Alden es testigo de los momentos finales de la confrontación de Negan con Maggie y es testigo del puñetazo de Daryl a Negan por mencionar a Glenn. Horas después el grupo sigue matando a los caminantes en las bolsas y el grupo descubre un vagón abandonado enfrente de ellos, Alden enfoca al vagón pero se queda sin batería en la linterna, por lo tanto no tiene luz, Alden le dice a Gage que le de las baterías puesto que el muchacho las llevaba, Alden descubre que Gage no está, acto seguido Alden se da cuenta de que tampoco esta Roy, Alden llama a Gage y Roy pero no están, Gabriel le dice a Alden y al resto que se han marchado y con ellos las municiones y provisiones. Daryl les dice que se callen porque ha oído algo, todos enfocan detrás de ellos y descubren una horda de caminantes que va hacia ellos, Daryl le dice a Alden, Gabriel y Negan que vayan al vagón para abrirlo, mientras ellos se quedan a luchar contra los caminantes, los 3 van al vagón y descubren que la puerta está cerrada y no se puede abrir, Negan mira la parte derecha del vagon y esta bloqueada, Alden mira la izquierda y también lo está, no pueden rodearlo, Alden le pide la palanca de hierro a Negan para hacer fuerza e intentar abrir la puerta, Alden intenta abrir la puerta con la palanca pero no puede, le empieza a dar golpes y tampoco puede, en ese momento llega Duncan, un hombre cachas y tampoco puede, la horda recorta distancias con el grupo y se ven obligados a ir al vagón con el resto, Daryl les dice que trepen arriba, Alden y el resto trepan el vagón y se meten dentro. Daryl se mete por debajo del vagón porque perro se le escapa, Negan sube y detrás va Maggie, esta última es agarrada por un caminante y pide ayuda a Negan, este no le ayuda y deja que caiga. Los supervivientes que entran en el vagón antes que Negan no son conocedores de esto, incluido Alden.
En "Acheron: Part II" Alden sube el vagón y se mete dentro junto con el resto de supervivientes, van metiéndose uno a uno,  y Alden espera a Maggie, pero ella no baja, Negan baja y Alden le mira esperando a Maggie, al ver que pasan unos segundos y no baja, Alden le dice a Negan que donde está Maggie, Negan le responde a Alden que ella iba justo detrás de él, Alden quiere subir al techo del vagón para ver donde está Maggie, pero el resto se lo impide porque le dicen que si sube estará muerto. El grupo decide ir al vagón de al lado, abren la puerta y se meten en el segundo vagón. El grupo se da cuenta de que están rodeados de caminantes, los caminantes rodean el vagón, por ello el grupo no puede romper los cristales y salir. Al poco de meterse escuchan unos golpes. Alden dice que es código morse, el grupo abre ma trampilla de abajo y descubren que es Maggie, ella golpea a Negan y le dice al grupo que la dejó tirada, Alden increpa a Negan preguntándole que si intento matarla, Negan le dice que no le ayudó que es muy diferente. Duncan golpea a Negan contra la pared del vagón. Y casi todos le increpan, Negan dice que les ayudó con los susurradores y no pueden recriminarle nada, Alden le recrimina que ayudo a los susurradores a quemar Hilltop, Negan le responde que le de gracias por hacer eso, porque si no todos habrían acabado en una pica, Negan le dice que hizo lo que tenía que hacer. Duncan suelta a Negan, y segundos después se escuchan gritos de auxilio. Alden y el resto corren al final del vagón para ver quién es, Alden se da cuenta de que es Gage, Alden, Gabriel y Negan entre otros se acercan a la puerta del vagón, Gage les dice que cuando él y Roy se fueron empezaron a llegar los caminantes y se separó de Roy, dice que los caminantes están en todas partes, Gabriel le dice que si cerró la puerta, Gage se asusta y se gira hacia atrás, y el grupo descubre que Gage no cerró la puerta y por tanto los caminantes entran al vagón, Alden y Negan intentan abrir la puerta del vagón para dejarle pasar. Maggie les dice que se queden quietos, no pueden ayudarle porque no tienen suficientes balas para acabar con los caminantes. Alden le dice a Maggie que puede abrir la puerta rápido y dejar pasar a Gage, le dice a Maggie que a los caminantes no les dará tiempo a llegar. Maggie le dice a Alden que no, que lo siente pero no puede, Gage suplica por su vida y pide perdón por dejar al grupo y llevarse la comida y municiones, Maggie vuelve a decir que lo siente pero no puede abrir la puerta, Alden vuelve a insistir pero Maggie no cede, Alden manda a la mierda a Maggie y va hacia la puerta para abrirla, Maggie le grita para que no abra la puerta. Al ver que Alden no hace caso le dice a Duncan que lo agarre, Duncan agarra a Alden y lo quita de la puerta, Alden dice que le dejen abrir la puta puerta. Gage sigue rogando por su vida, Alden aprovecha que no estaba agarrado y vuelve a intentar abrir la puerta, pero Duncan y el resto lo vuelven a agarrar para que no la abra, Maggie le dice a Gage que lo siente, pero Gage le dice que miente, Gage saca sus cuchillos y se apuñala en el corazón para no morir devorado,   Gage muestra cara de dolor pero sigue vivo, por lo que vuelve a apuñalarse y ahí muere, acto seguido es alcanzado por los caminantes y empiezan a devorar el cuerpo sin vida de Gage. Todo esto ante la mirada del grupo desde el otro vagón. Alden mira al suelo porque no soporta ver como se comen al chico. Un tiempo después, están todos sentados en los asientos de los vagones, Alden mira la puerta que conecta con el otro vagón y ve que Gage se transforma en caminante, Alden observa como Gabriel y Negan miran pero enseguida apartan la mirada. Alden les dice que no tienen narices de mirar, porque no le miran les dice, todos habéis contribuido a que el estuviera transformado. Gabriel le dice que eso es solo la carcasa de un hombre que murió como un cobarde, Alden le dice que es duro diciendo eso, dice que no mereceia morir así, Maggie le dice que hay maneras peores, ella les cuenta la historia que vivió tiempo después de abandonar las comunidades. Negan dice que ellos tienen suerte de haber sobrevivido tanto años en el apocalipsis, pero que llegara el momento en el que ninguno de los que hay en ese vagón este vivo. El grupo observa como la puerta del vagón se está rompiendo, debido a que los caminantes hacen fuerza. Al poco la puerta cede y el grupo se prepara para luchar contra ellos. Primero dispara Gabriel, dándole en la cabeza al Gage caminante, sigue disparando hasta que se queda sin balas, luego va Maggie con Agatha disparando flechas, cuando se quedan sin flechas, se ponen delante Alden y Cole, ambos empiezan a matar a los caminantes con sus lanzas, el grupo va turnándose. En otra parte del túnel Daryl encuentra a su perro y descubre que Roy está vivo, pero gravemente herido, Roy le dice que salió a la superficie pero algo le atacó. Daryl vuelve al vagón y ayuda al grupo a acabar con los caminantes lanzando una granada cuando el grupo se mete en otro vagón. El grupo se acerca a la superficie y se encuentran con Roy, quien les esperaba ahí. Maggie les dice que antes de ir a Meridian van a ir a un sitio en el cual Georgie guardaba las provisiones en caso de emergencia. Maggie le nombra el nombre del barrio para saber si Negan puede llevarlos, Negan le dice que sabe dónde es. Unas horas después, el grupo va por la carretera de noche siguiendo a Negan para llegar a ese lugar, cuando de pronto el grupo ve una larga fila de caminantes colgados de las farolas. Maggie se asusta y su cara se pone pálida, el resto del grupo incluido Alden se mosquea por lo que acaban de ver, Daryl se huele lo peor, Negan en tono irónico dice que sí que ha cambiado esto desde la última vez que vine. Les dice que pueden atajar por.... acto seguido una flecha impacta en el ojo de Roy matandolo al instante, luego lanzan un cuchillo a Cole para que no puede coger su arma, el lanzamiento es tan fuerte que le corta la mano a Cole, los enemigos empiezan a lanzarles flechas, el grupo carga a Cole y se refugia dentro del bosque para esconderse de esas personas. Mientras el grupo enemigo que se hacen llamar reapers, van hacia ellos encapuchados y con muchas armas blancas.
En "Hunted" Alden y el resto están escondidos dentro del bosque, pero el grupo enemigo lo encuentran, Duncan les dice que corran, acto seguido le lanzan a Alden un cuchillo en el brazo, a Daryl le lanzan otro pero lo esquiva, Cole intenta escapar pero está herido al quedarse sin una mano, un reaper lo agarra y le corta el cuello. A Duncan le lanzan 3 cuchillos, a Negan le lanzan otro en la rodilla, y a Gabriel le hacen un pequeño corte en el cuello. Alden escapa de esa situación corriendo, al igual que los otros. Maggie es atacada, pero es salvada por Elijah quien es capturado por los reapers. Maggie escapa y llega a un centro comercial abandonado, nada más llegar lucha con un reaper que tira por los escaleras. Ella llega a una sala llena de maniquíes, ahí se encuentra con Alden, ambos que alegran de verse y ver que ambos han sobrevivido, pero un reaper se tira encima de Alden y otro encima de Maggie, Maggie lucha contra el reaper, mientras Alden está siendo golpeado por el otro reaper. Maggie clava una botella en la cara de su agresor y de pronto aparece Negan y clava un cuchillo en la espalda del reaper matándolo al instante. Maggie mira a Negan cuando escuchan a Alden gritar, Maggie lanza un cuchillo a la espalda del reaper para ayudar a Alden, el reaper lanza una granada hacia Negan y Maggie pero estos consiguen sobrevivir. Descubren que el reaper se ha ido y Alden está herido, Maggie le dice a Alden que si puede ver la herida y se da cuenta de que tiene 2 puñaladas grandes, Maggie le dice si podrá andar y Alden le dice que no lo sabrá hasta que no lo intente. Negan y Maggie ayudan a Alden mientras este se queja del dolor. Más adelante hacen una parada para ver cuántos kilómetros quedan para llegar a por la provisiones, y Maggie les dice que quedan 3 km. Negan y Maggie vuelven a coger a Alden y los 3 escuchan unos gritos. Descubren que es Agatha matando caminantes, ella le dice a Maggie que Duncan está mal, un caminante se acerca a Alden y este saca un cuchillo y lo mata mientras Negan le mira y saca una pequeña sonrisa. Después de esto Alden y Negan son testigos de como Maggie se despide de Duncan y esta lo mata cuando muere a causa de las heridas para que no se reanime como caminante. A lo largo del día Alden, Maggie, Negan y Agatha se van acercando al lugar de las provisiones. Los 4 se meten en el bosque y descubren que cada vez hay más caminantes, Negan va delante con Agatha mientras Alden y Maggie van juntos detrás, Alden y Maggie tiene una conversación bastante buena y demuestran que ambos se llevan muy bien, Alden le dice que seguro que reconstruyen bien las comunidades y Maggie le dice que él estará ahí para verlo, él le dice que nunca imagino que el regreso a casa de Maggie sería así. Cuando Alden le dice a Maggie que quiere que le diga una cosa a Adam, esta le dice que se lo dirá el mismo cuando vuelva. También bromea con él que cuando ella llega él ya se ha convertido en el padre adoptivo de Adam. Maggie dice que ambos llegarán a Alexandria y ella podrá cuidar de Hershel Jr y Alden de Adam. En ese momento Negan se para porque ve a una persona atada a un árbol que han quemado viva y se ha transformado en caminante. Arriba del caminante pone en un cartel "Judas", Negan se gira y mira con cara seria a Alden y Maggie, en ese momento los caminantes se acercan a ellos y empiezan a rodearlos, Negan y Agatha empiezan a acabar con ellos mientras Maggie carga con un Alden herido, Alden se cae a consecuencia del dolor de la herida y porque se tropieza. Maggie lo levanta con todas sus fuerzas, los caminantes cada vez más se acercan a ellos, Negan le dice a Maggie que él protege a Alden, Maggie empieza a matar a los caminantes también mientras Alden y Negan siguen saliendo de la mini horda, Alden mata a un caminante con su lanza pero el dolor de su herida hace que Alden se vuelva a caer al suelo. Esta vez es Negan quien lo levanta, Agatha sigue luchando con los caminantes, uno de estos le muerde en el brazo y otro le agarra por el cuello, Maggie intenta ayudarla pero Negan deja un momento a Alden para alejar a Maggie del peligro, Agatha empieza a ser devorada cuando Negan hace que Maggie la suelte, Agatha es devorada por lo caminantes mientras Maggie, Negan y Alden escapan. Unas horas después, los 3 van por la carretera y Maggie decide parar en una iglesia abandonada para que Alden descanse, Alden no quiere pero Maggie no le da opción. Una vez entran dentro y Alden se sienta, este le dice a Maggie que los está retrasando, Maggie le dice que no, que van bien, Alden le dice que lo dejen allí, Maggie no quiere pero Alden le dice que no hay opción, tiene que dejarlo, la prioridad es la comida y Alexandria los necesita, los necesitan Hershel Jr, Judith, Adam... Alden le dice a Maggie que dejó a Negan por ella, dejó a los salvadores porque confiaba en Maggie, confiaba en lo que ella hacía y quería ayudar, Negan escucha pero no se mete en la conversación. Alden le dice que ella dejó a Gage, que le deje a él también, ella le dice que no es lo mismo, que Gage eligió su destino, Alden le dice que el lo está eligiendo también, no quiere retrasarles. Maggie increpa a Negan y le dice que eso es por su culpa, si él no les hubiera quitado lo que tenían no tendrían que verse en esa situación. Alden le vuelve a decir a Maggie que tienen que dejarlo y Negan le dice que tiene que decidir. Maggie hace caso a Alden y le deja comida y agua, Alden no quiere aceptarlo pero Maggie no le da otra opción. Negan pone un mueble en la puerta para que Alden esté a salvo, Negan y Maggie salen por la puerta y Alden va detrás, Maggie se gira y besa a Alden, y le dice que más le vale que estén ahí cuando vuelvan, él le responde que más les vale volver. Maggie esta triste por dejarlo y se va con Negan,  Alden cierra la puerta y después pone un banco de la iglesia como tranco en la puerta para que no pase nadie, Alden se sienta para descansar después de un día duro mientras Maggie y Negan abandonan la iglesia para ir al lugar de las provisiones.
En el capítulo 8, al volver Maggie a la iglesia, encuentra que Alden se ha convertido, así que lo mata para siempre con un cuchillo.

## Desarrollo y recepción
El nombre del casting para este personaje fue Dillon. Antes de su primera aparición, fue comparado con otros personajes del espectáculo como Spencer Monroe y Nicholas. El nombre real de Alden no se reveló hasta "How It's Gotta Be" cuando su compañero Salvador Dean lo llama Alden en lugar de Dillon.